# Ейнар Бернтсен
Ейнар Бернтсен (норв. Einar Berntsen, 20 листопада 1891 — 1 лютого 1965) — норвезький яхтсмен.
Бронзовий призер Олімпійських Ігор 1920 року в класі 6 метрів (за правилами 1907 року).